# 256-я стрелковая дивизия
256-я стрелковая Нарвская Краснознамённая дивизия — воинское соединение Вооружённых Сил СССР в Великой Отечественной войне

## История
Формировалась в Софрино на основании Приказа НКВД СССР № 00837 «О формировании пятнадцати стрелковых дивизий войск НКВД для передачи в Действующую армию» от 29.06.1941 года. В состав дивизии вошли 1500 человек из кадров войск НКВД.
В составе действующей армии с 15.07.1941 по 30.07.1942 и с 21.09.1942 по 22.04.1945 года.
Поступила в состав 22-й армии в середине июля 1941 года, держала оборону в верхнем течении реки Ловать, с возобновлением вражеского наступления с боями отходит, в начале сентября 1941 года ведёт бои юго-восточнее Пено. Так, на 08.09.1941 отходит отдельными группами в восточном и юго-восточном направлениях, штаб отошёл в район озера Ершово, утеряв управление частями.
В конце сентября — начале октября 1941 года ведёт контратаки юго-восточнее Пено, принёсшие некоторый успех.
12.10.1941 снята с позиций, прибыла в Калинин в составе пяти батальонов и одного лёгкого артполка 2-х дивизионного состава в ночь с 13 на 14.10.1941 из, ещё два батальона находились в пути. В полках дивизии насчитывалось в среднем по 800 человек. Включена в группу Ватутина.
С 14.10.1941 ведёт оборону непосредственно в Калинине, ожесточённые бои развернулись на рубеже реки Тверца. 15 октября на северо-западной окраине Калинина завязался встречный бой, который длился около 4 часов. К 14 часам 934-й стрелковый полк во взаимодействии с 8-м танковым полком 8-й танковой бригады контратаковал противника и овладел Горбатым мостом. В 16 часов противник крупными силами пехоты с 30 танками перешёл в атаку. В результате боя немцы потеряли 3 танка, 5 бронемашин, свыше 600 солдат и офицеров и отошли назад в город. К исходу дня оперативная группа Ватунина закрепилась на северо-западных окраинах Калинина.
К 16.10.1941 отошла на северо-восточные окраины Калинина. В 15 часов 16 октября части 1-й танковой дивизии (боевая группа полковника Хайдебранда) и 900-й моторизованной бригады нанесли удар из района станции Дорошиха в направлении на Николо-Малицу. Им удалось быстро прорвать оборону 934-го стрелкового полка 256-й стрелковой дивизии и к исходу дня выйти в район Медного. Здесь немецкие части атакой во фланг были разрезаны надвое, а их авангарды почти полностью уничтожены. В боях под Медным 22—23 октября потери вермахта составили до 1000 человек, 200 мотоциклов, до 30 танков, 15 орудий, множество автомашин и другой техники; отступавшие немецкие танки были прижаты в районе Дмитровского болота (между деревнями Черкасово и Щербовым), при этом их потери составили 70 танков. Таким образом, попытка немецкого командования использовать Калинин для дальнейшего наступления, была сорвана.
22.10.1941 перешла в наступление с целью выбить вражеские войска из города, в течение нескольких дней штурмовала вражеские позиции, затем вынуждена была перейти к обороне на северо-востоке города. На 26.10.1941 дивизия медленно наступает в направлении юго-востока города, а затем была вынуждена, в ноябре 1941 года, отойти за Волгу.
Дивизия находилась под Калининым, за Волгой вплоть до декабря 1941 года, занимая позиции от реки Тверцы. 05.12.1941 около 3 часов ночи дивизия пошла в наступление через Волгу, в течение 11 дней продвигается с ожесточёнными боями к Калинину, перерезала Волоколамское шоссе, к 15.12.1941 выйдя на восточные окраины города. Части именно этой дивизии первыми ворвались в Калинин. По окончании операции дивизия вела бои в Смоленской области, затем была выведена в резерв фронта.
C января 1942 года принимает участие в первой Ржевско-Вяземской операции, прорывает вражескую оборону западнее Ржева, вышла в район севернее Белого, где в условиях полуокружения ведёт бои по удержанию коридора к пробившимся дальше частям до лета 1942 года. 05.07.1942 года противник, наступая с востока, прорвал фронт на участке дивизии, в результате чего оказались в полном окружении части 39-й армии, 41-й армии и 22-й армии, и сама дивизия также, в основном, оказалась в окружении. 19.07.1942 года разрозненные окружённые части сведены в полк, который вошёл в состав 256-й дивизии.
На 22.07.1942 года малые остатки дивизии смогли прорваться из окружения, тем не менее сохранив знамёна. Дивизия практически полностью была сформирована заново в Череповце и в сентябре 1942 года направлена на Волховский фронт, где вошла в состав реанимированной 2-й ударной армии
В ходе прорыва блокады Ленинграда перешла в наступление в 11.15. 12.01.1943 на участке между Липками и Гайтолово из района южнее Рабочего посёлка № 8, имея соседом слева 327-ю, а справа 372-ю стрелковые дивизии. 14.01.1943 овладела станцией Подгорная и завязала бои на подступах к Синявино, преодолевая покрытые льдом валы. 15.01.1943 овладела станцией Синявино.
В июле 1943 года, в ходе Мгинской операции, штурмует сильно укреплённую высоту «Лесная», несёт большие потери, отведена на пополнение и укомплектование, в августе 1943 года ведёт бои за Пореченский укреплённый узел, так 22.08.1943 наступает на рощу «Фигурная», затем вновь отведена с передовой и переброшена южнее.
C января 1944 участвует в Новгородско-Лужской операции, наступает через Уваров, Менюши и Остров. В начале февраля 1944 года вырвавшаяся вперёд на шоссе Псков-Луга дивизия оказалась в окружении вместе с частью 372-й дивизии и полком партизан в районе Елемцы-Заплюсье-Замошье-Великое Село-Конезерьев и в течение 12 дней сражалась в отрыве от своих частей. 15.02.1944 дивизия нанесла удар навстречу советским войскам на Уторгош и соединилась с основными силами.
С марта 1944 года находится под Нарвой. В начале апреля 1944 года окружена на Ауверерском плацдарме близ Нарвы, понесла большие потери. 26.07.1944 участвует в освобождении Нарвы, после чего отведена для пополнения и в августе передана в 42-ю армию, принимает участие в Мадонской операции, затем в середине октября 1944 года передислоцирована с армией юго-западнее Риги, где с 16.10.1944 года наступает в ходе Рижской операции на Лиепаю, вышла к Тукумскому оборонительному рубежу. До апреля 1945 года ведёт малоуспешные бои по ликвидации курляндской группировки противника.
В апреле 1945 года дивизия была переброшена в Румынию, в августе того же года передана в Одесский военный округ.
Расформирована летом 1946 года.

## Состав
- 930-й стрелковый полк
- 934-й стрелковый полк (майор А. Е. Полозов)
- 937-й стрелковый полк
- 792-й артиллерийский полк (531-й лёгкий артиллерийский полк)
- 312-й отдельный истребительно-противотанковый дивизион
- 334-я отдельная разведывательная рота
- 422-й отдельный сапёрный батальон
- 674-й отдельный батальон связи (225-я отдельная рота связи)
- 272-й медико-санитарный батальон
- 252-я отдельная рота химической защиты
- 224-я (475-я) автотранспортная рота
- 301-я полевая хлебопекарня
- 244-й дивизионный ветеринарный лазарет
- 880-я полевая почтовая станция
- 612-я полевая касса Госбанка

## Подчинение
| Дата            | Фронт (округ)               | Армия                  | Корпус                             | Примечания |
| --------------- | --------------------------- | ---------------------- | ---------------------------------- | ---------- |
| 01.09.1941 года | Северо-Западный фронт       | 27-я армия             | -                                  | -          |
| 01.10.1941 года | Северо-Западный фронт       | 22-я армия             | -                                  | -          |
| 01.11.1941 года | Калининский фронт           | 30-я армия             | -                                  | -          |
| 01.12.1941 года | Калининский фронт           | 31-я армия             | -                                  | -          |
| 01.01.1942 года | Калининский фронт           | -                      | -                                  | -          |
| 01.02.1942 года | Калининский фронт           | 39-я армия             | -                                  | -          |
| 01.03.1942 года | Калининский фронт           | 39-я армия             | -                                  | -          |
| 01.04.1942 года | Калининский фронт           | 39-я армия             | -                                  | -          |
| 01.05.1942 года | Калининский фронт           | 39-я армия             | -                                  | -          |
| 01.06.1942 года | Калининский фронт           | 39-я армия             | -                                  | -          |
| 01.07.1942 года | Калининский фронт           | 39-я армия             | -                                  | -          |
| 01.08.1942 года | Архангельский военный округ | -                      | -                                  | -          |
| 01.09.1942 года | Волховский фронт            | 2-я ударная армия      | -                                  | -          |
| 01.10.1942 года | Волховский фронт            | 2-я ударная армия      | -                                  | -          |
| 01.11.1942 года | Волховский фронт            | 8-я армия              | -                                  | -          |
| 01.12.1942 года | Волховский фронт            | 2-я ударная армия      | -                                  | -          |
| 01.01.1943 года | Волховский фронт            | 2-я ударная армия      | -                                  | -          |
| 01.02.1943 года | Волховский фронт            | 2-я ударная армия      | -                                  | -          |
| 01.03.1943 года | Волховский фронт            | -                      | -                                  | -          |
| 01.04.1943 года | Волховский фронт            | 2-я ударная армия      | -                                  | -          |
| 01.05.1943 года | Волховский фронт            | 8-я армия              | -                                  | -          |
| 01.06.1943 года | Волховский фронт            | -                      | -                                  | -          |
| 01.07.1943 года | Волховский фронт            | -                      | -                                  | -          |
| 01.08.1943 года | Волховский фронт            | 8-я армия              | -                                  | -          |
| 01.09.1943 года | Волховский фронт            | -                      | -                                  | -          |
| 01.10.1943 года | Волховский фронт            | 59-я армия             | 6-й стрелковый корпус              | -          |
| 01.11.1943 года | Волховский фронт            | 54-я армия             | 7-й стрелковый корпус              | -          |
| 01.12.1943 года | Волховский фронт            | 54-я армия             | 7-й стрелковый корпус              | -          |
| 01.01.1944 года | Волховский фронт            | -                      | 7-й стрелковый корпус              | -          |
| 01.02.1944 года | Волховский фронт            | 8-я армия              | 7-й стрелковый корпус              | -          |
| 01.03.1944 года | Ленинградский фронт         | 8-я армия              | 6-й стрелковый корпус              | -          |
| 01.04.1944 года | Ленинградский фронт         | 59-я армия             | 6-й стрелковый корпус              | -          |
| 01.05.1944 года | Ленинградский фронт         | 8-я армия              | 112-й стрелковый корпус            | -          |
| 01.06.1944 года | Ленинградский фронт         | 8-я армия              | 112-й стрелковый корпус            | -          |
| 01.07.1944 года | Ленинградский фронт         | 8-я армия              | 117-й стрелковый корпус            | -          |
| 01.08.1944 года | Ленинградский фронт         | 2-я ударная армия      | 14-й стрелковый корпус             | -          |
| 01.09.1944 года | 2-й Прибалтийский фронт     | 42-я армия             | 124-й стрелковый корпус            | -          |
| 01.10.1944 года | 2-й Прибалтийский фронт     | 42-я армия             | 124-й стрелковый корпус            | -          |
| 01.11.1944 года | 2-й Прибалтийский фронт     | 42-я армия             | 124-й стрелковый корпус            | -          |
| 01.12.1944 года | 2-й Прибалтийский фронт     | 42-я армия             | 110-й стрелковый корпус            | -          |
| 01.01.1945 года | 2-й Прибалтийский фронт     | 42-я армия             | 110-й стрелковый корпус            | -          |
| 01.02.1945 года | 2-й Прибалтийский фронт     | 42-я армия             | 110-й стрелковый корпус            | -          |
| 01.03.1945 года | 2-й Прибалтийский фронт     | 42-я армия             | 110-й стрелковый корпус            | -          |
| 01.04.1945 года | Ленинградский фронт         | 10-я гвардейская армия | 19-й гвардейский стрелковый корпус | -          |
| 01.05.1945 года | Резерв Ставки ВГК           | 22-я армия             | 110-й стрелковый корпус            | -          |

## Командиры
- Косолапов, Пётр Павлович (июнь 1941 — июль 1941) полковник
- Иванов, Степан Александрович (07.07.1941 — 05.09.1941), генерал-майор;
- Горячев, Сергей Георгиевич (06.09.1941 — 02.05.1942), генерал-майор;
- Поплавский, Станислав Гилярович (03.05.1942 — 06.06.1942), полковник;
- Елисеев, Иван Кузьмич (16.06.1942 — 27.08.1942), подполковник;
- Барабошкин, Алексей Павлович (28.08.1942 — 19.12.1942), полковник;
- Фетисов, Фёдор Кузьмич (20.12.1942 — 18.12.1943), полковник, генерал-майор;
- Козиев, Анатолий Гаврилович (19.12.1943 — 09.05.1945), полковник, генерал-майор.

## Награды и наименования
| Награда (наименование) | Дата           | За что награждена |
| ---------------------- | -------------- | --- |
| Орден Красного Знамени | 28.04.1943     | награждена указом Президиума Верховного Совета СССР за образцовое выполнение боевых заданий командования на фронте борьбы с немецкими захватчиками и проявленные при этом доблесть и мужество. |
| Нарвская               | 9.08.1944 года | почётное наименование присвоено приказом Верховного Главнокомандующего № 0250 от 9 августа 1944 года за отличие в боях при освобождении Нарвы                                                  |

## Отличившиеся воины дивизии
| Награда | Ф. И. О.                      | Должность                                                         | Звание          | Дата награждения                                           | Примечания |
| ------- | ----------------------------- | ----------------------------------------------------------------- | --------------- | ---------------------------------------------------------- | ---------- |
|         | Алдошин, Павел Петрович       | Командир расчёта 120-мм миномёта 930-го стрелкового полка         | старший сержант | 31.07.1944 31.10.1944 29.06.1945                           |            |
|         | Андреев, Александр Тимофеевич | стрелок 937-го стрелкового полка                                  | рядовой         | перенагражден орденом Славы I степени 24 марта 1975 года   |            |
|         | Козиев, Анатолий Гаврилович   | Командир дивизии                                                  | полковник       | 21.02.1944                                                 |            |
|         | Усачёв, Тимофей Яковлевич     | командир отделения 334 отдельной разведывательной роты            | рядовой         | перенагражден орденом Славы I степени 2 февраля 1968 года  |            |
|         | Хилажев, Мавлет Хилажевич     | командир орудийного расчёта 76-мм орудия 937-го стрелкового полка | старший сержант | перенагражден орденом Славы I степени 18 декабря 1994 года |            |

## Известные люди, связанные с дивизией
- Копылов, Игорь Петрович — В 1943—1945 гг.  служил в дивизии: телефонистом, старшим телефонистом и командиром отделения взвода управления дивизионной артиллерией. Впоследствии, доктор технических наук, профессор, почетный профессор кафедры «Электромеханика» Московского энергетического института, Заслуженный деятель науки и техники РСФСР, лауреат Государственной премии СССР. Почётный академик Инженерной Академии РФ, почётный академик Академии Электротехнических Наук РФ.

## Память
- Мемориальная доска на железнодорожном вокзале Калинина
- Мемориальная доска в Калинине на доме Пл. Мира, 70/1
- Памятная стела в посёлке Ашукино Пушкинского района Московской обл., 26 июля 2014 г., в честь 70-летия освобождения города Нарвы от немецко-фашистских захватчиков